# Adolphe Bernard
Pour les articles homonymes, voir Adolphe Bernard (homonymie) et Bernard.
Cerf Adolphe Bernard, né le 17 juillet 1881 à Asnières-sur-Seine et mort le 28 décembre 1955 à Paris 5e,, était un ingénieur aéronautique français, fondateur de la Société des Avions Bernard.

## Décorations
- Chevalier de la Légion d'honneur en 1923[3]